# Xian de Xingwen
Le xian de Xingwen (兴文县 ; pinyin : Xīngwén Xiàn) est un district administratif de la province du Sichuan en Chine. Il est placé sous la juridiction de la ville-préfecture de Yibin.

## Démographie
La population du district était de 423 292 habitants en 1999.